# تست فرونشانی دگزامتازون
تست فرونشانی دگزامتازون (DST) برای ارزیابی عملکرد غدد آدرنال انجام می‌شود. در این تست میزان تغییرات سطح کورتیزول در پاسخ به تزریق دگزامتازون اندازه‌گیری می‌شود. از این تست به‌طور معمول برای تشخیص سندرم کوشینگ استفاده می‌شود.